# Club Deportivo Universidad Católica
Club Deportivo Universidad Católica là câu lạc bộ bóng đá được thành lập ở Santiago de Chile, chơi ở giải Primera División.